# Pierre Poivre

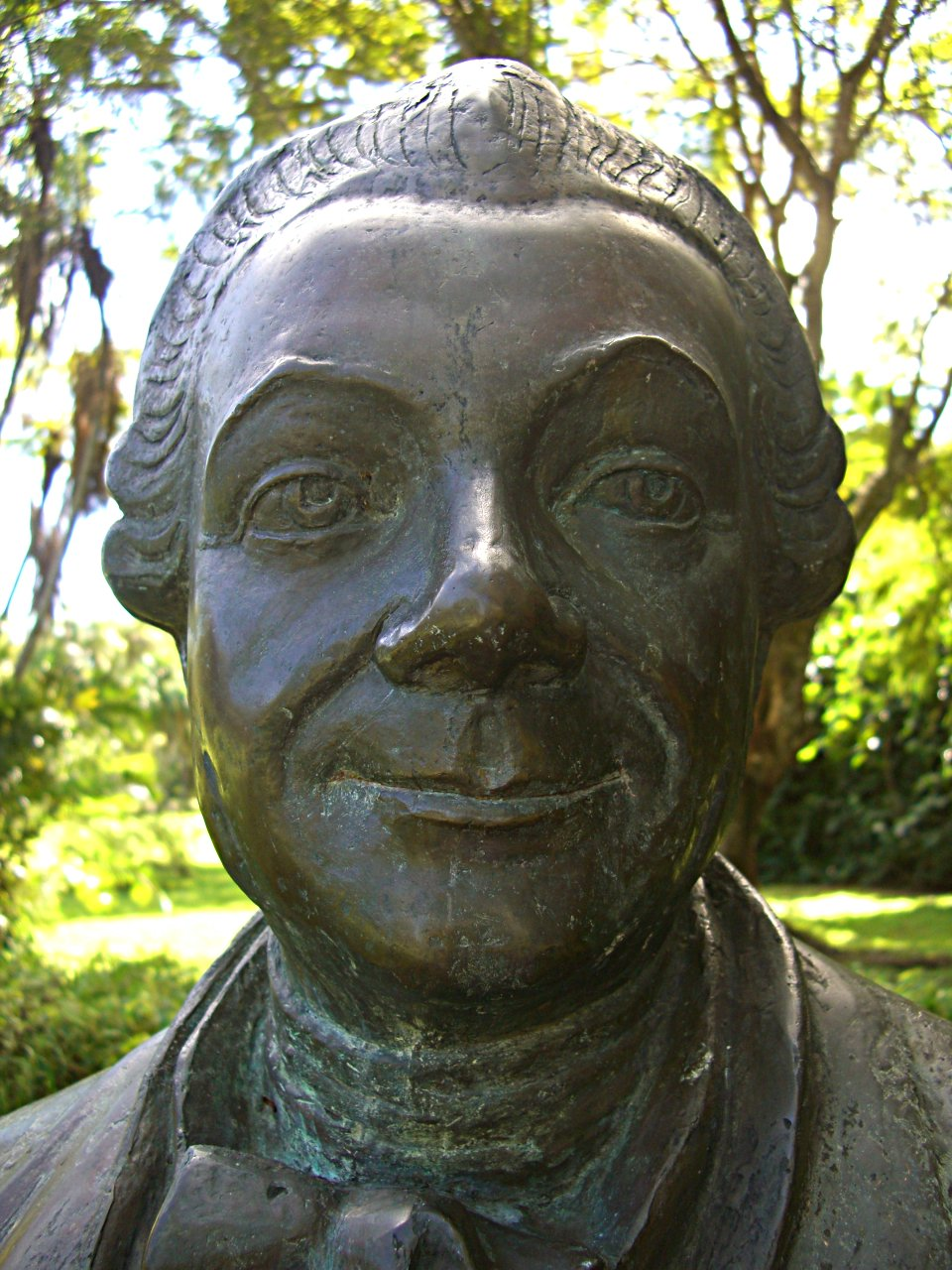
Pierre Poivre

Pierre Poivre (Lyon, 23 augustus 1719 – Saint-Romain-au-Mont-d'Or, 6 januari 1786) was een Franse plantkundige. Hij was onder andere missionaris in China en Intendant van Mauritius en Réunion. 
Poivre is beroemd geworden vanwege de oprichting van een botanische tuin op Mauritius, waar hij bomen, struiken en planten kweekte vanuit andere tropische gebieden. Hij introduceerde specerijenplanten zoals de kruidnagel en nootmuskaat op Mauritius en Réunion. Hij doorbrak daarmee het monopolie dat de Vereenigde Oostindische Compagnie destijds had op de handel in deze specerijen. Om de planten te bemachtigen, organiseerde Poivre in 1769-1770 smokkelexpedities naar de Molukken. Op afgelegen eilandjes onderhielden de inlanders buiten het zicht van de VOC specerijenplantages. Poivre wist daar niet minder dan 20.000 muskaat- en driehonderd kruidnagelzaailingen te verwerven. Hoewel een groot deel van de zaailingen stierf werd enkele jaren later de eerste oogst binnengehaald. 
Het atol Poivre in de Seychellen is naar Pierre Poivre genoemd. Ook op de Seychellen introduceerde Poivre specerijenkweek.

## Werken van Poivre
- Voyages of a Philosopher (Voyages d'un philosophe ou observations sur les moeurs et les arts des peuples de l'Afrique, de l'Asie et de l'Amérique), 1769.
- Tableau historique de l'Inde, contenant un abrégé de la mithologie et des mœurs indiennes; 1771

- Bibsys: 14037805
- Biblioteca Nacional de España: XX1744427
- Bibliothèque nationale de France: cb12076547c (data)
- Author citation (botany): Negre
- Catàleg d'autoritats de noms i títols de Catalunya: 981058511607906706
- CiNii: DA08715207
- Gemeinsame Normdatei: 11556182X
- International Standard Name Identifier: 0000 0001 0268 4387
- Library of Congress Control Number: n85250624
- Nationale Bibliotheek van Tsjechië: mzk2004248732
- Nationale bibliotheek van Australië: 49861492
- Nationale Bibliotheek van Israël: 987007276213205171
- Nationale Bibliotheek van Polen: a0000002099128
- Nederlandse Thesaurus van Auteursnamen: 070043132
- Réseau des bibliothèques de Suisse occidentale: 02-A000131518
- Istituto Centrale per il Catalogo Unico: MODV241418
- SNAC: w6k960qw
- Système universitaire de documentation: 030332397
- Trove: 1528628
- Virtual International Authority File: 17246999
- WorldCat: E39PBJr3wY7jXRjFpyJqv4jt8C